# Венета Сиракова
Венета Атанасова Сиракова е българска преводачка от испански език и преподавател в НБУ, доктор по филология и доцент по испански език в департамента по чужди езици и култури на същия университет.

## Биография
През 1984 г. завършва СУ „Св. Климент Охридски“ със специалност испанска филология, с литературоведска специализация. През 1980–1981 г. специализира мексиканска литература в Мексиканския национален автономен университет в град Мексико. През 1983 г. специализира кубинска литература в Хаванския университет, Куба.
Академичното израстване на Венета Сиракова започва през 1994 г., когато работи като хоноруван асистент в Института за чуждестранни студенти (ИЧС) и в Нов български университет, където остава на тази позиция до 2001 г. През периода 2001–2003 г. тя заема длъжността щатен асистент в НБУ, след което е повишена в старши асистент (2003–2012). През 2012 г. става главен асистент, а през 2013 г. защитава докторска степен по Теория и практика на превода. През 2020 г. Венета Сиракова е хабилитирана като доцент по професионално направление 2.1. Филология с фокус върху испанския език.
Венета Сиракова е автор на монографии, научни статии, учебни помагала и преводи, основно в областта на испаноезичната литература, поезия и превод. Темите, които разглежда, включват любовната лирика на Пабло Неруда, майчинството и феминизма в испаноамериканската литература, особеностите на превода на поезия и културните референции. Освен това е съавтор на учебници по испански език за български ученици и е направила адаптации и преводи на значими литературни и философски текстове от испански на български. Работите ѝ са публикувани в редица академични издания и са включени в национални и международни референтни списъци.
Също така превежда книги от испански език и латиноамерикански сериали, сред които „Три съдби“, „Есмералда“, „Росалинда“, „Право на любов“, „Лудо влюбени“, „Отмъщението“, „Моя сладка Валентина“, „Трима братя, три сестри“, „Шеметната Анастасия“, „Мъжкари“, „Подписано с кръв“, „Лудориите на лошото момиче“ и други.